# إنفا مولا
إنفا مولا (بالألبانية:Inva Mula) (من مواليد عام 1963)، هي مغنية سوبرانو أوبرالية ألبانية، وُلدت في تيرانا، ألبانيا، لعائلة فنية عريقة، بدأت رحلتها مع الموسيقى في سن مبكرة. والدها أفني مولا (مواليد 1928) موسيقي ومغنٍ شهير ألباني من مواليد دجياكوفا في كوسوفو، وهي متزوجة من الموسيقي بيرو تشاكو.

## مسيرتها الفنية
في عام 1982، فازت إنفا مولا بجائزة مسابقة Cantante d'Albania التي أقيمت في تيرانا، لتبرز منذ ذلك الحين كواحدة من أبرز الأصوات الأوبرالية. وفي عام 1988، حققت انتصارًا آخر بفوزها في مسابقة جورج إينيسكو في بوخارست، ثم توالت إنجازاتها بفوزها بمسابقة «الفراشة» في برشلونة عام 1992. وفي العام 1993، حصلت على جائزة الدورة الأولى من مسابقة Operalia، التي أسسها بلاثيدو دومينغو لتكريم المواهب الأوبرالية العالمية.
بعد هذه النجاحات، قدمت مولا العديد من الحفلات الموسيقية المميزة، من بينها عروضها في أوبرا الباستيل في باريس، بالإضافة إلى مشاركتها في مهرجان Europalia في بروكسل. وفي عام 1996، قدمت أوبرا Médée التي ألّفها لويجي كيروبيني، والتي حظيت بإشادة واسعة.
أما على الساحة العالمية، فقد اشتهرت إنفا مولا بأدائها في دور «ديفا» في فيلم The Fifth Element، من إخراج لوك بيسون عام 1997، حيث قدمت أداء موسيقي أوبرالي في الفيلم.

## وصلات خارجية
- الموقع الرسمي
- Operabase
- CAMI
- إنفا مولا على موقع IMDb (الإنجليزية)
- إنفا مولا على موقع ميوزك برينز (الإنجليزية)
- إنفا مولا على موقع ميوزك برينز (الإنجليزية)
- إنفا مولا على موقع ديسكوغز (الإنجليزية)
- إنفا مولا على موقع قاعدة بيانات الفيلم (الإنجليزية)